# Atletismo nos Jogos Olímpicos de Verão de 1900 - 800 m masculino
A competição dos 800 metros masculino fez parte do programa do atletismo nos Jogos Olímpicos de Verão de 1900. Aconteceu nos dias 14 e 16 de julho. 18 atletas de sete países competiram.

## Medalhistas
| Ouro   | GBR Alfred Tysoe |
| Prata  | USA John Cregan  |
| Bronze | USA David Hall   |

## Resultados

### Eliminatórias
Eliminatória 1
| Pos. | Atleta                    | Tempo        |
| ---- | ------------------------- | ------------ |
| 1    | USA David Hall            | 1:59.0 OR    |
| 2    | GBR Alfred Tysoe          | Desconhecido |
| 3    | USA Howard Hayes          | Desconhecido |
| 4    | FRA Maurice Salomez       | Desconhecido |
| 5    | DEN Christian Christensen | Desconhecido |
| 6-7  | USA Walter Drumheller     | Desconhecido |
| 6-7  | USA Alexander Grant       | Desconhecido |

Eliminatória 2
| Pos. | Atleta               | Tempo        |
| ---- | -------------------- | ------------ |
| 1    | FRA Henri Deloge     | 2:00.6       |
| 2    | HUN Zoltán Speidl    | Desconhecido |
| 3    | USA Justus Scrafford | Desconhecido |
| 4-6  | ITA Emilio Banfi     | Desconhecido |
| 4-6  | USA Edward Bushnell  | Desconhecido |
| 4-6  | USA Harrison Smith   | Desconhecido |

Eliminatória 3
| Pos. | Atleta              | Tempo        |
| ---- | ------------------- | ------------ |
| 1    | USA John Cregan     | 2:03.0       |
| 2    | USA John Bray       | Desconhecido |
| 3    | USA Harvey Lord     | Desconhecido |
| 4-5  | USA Edward Mechling | Desconhecido |
| 4-5  | BOH Ondřej Pukl     | Desconhecido |

### Final

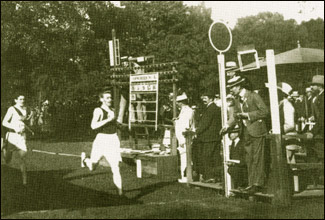
Alfred Tysoe cruza a linha e vence a prova.

| Pos. | Atleta            | Tempo        |
| ---- | ----------------- | ------------ |
|      | GBR Alfred Tysoe  | 2:01.2       |
|      | USA John Cregan   | 2:03.0       |
|      | USA David Hall    | Desconhecido |
| 4    | FRA Henri Deloge  | Desconhecido |
| 5    | HUN Zoltán Speidl | Desconhecido |
| 6    | USA John Bray     | Desconhecido |